# Slootsigaar
De slootsigaar (Sigara fossarum) is een wants uit de familie van de Corixidae (Duikerwantsen). De soort werd het eerst wetenschappelijk beschreven door William Elford Leach in 1817.

## Uiterlijk
De bruin of zwartbruine wants is altijd langvleugelig en kan 6 tot 6,5 mm lang worden. Het halsschild is net als de voorvleugels gruin of zwartbruin, heeft zes lichte, regelmatige, dwarsstrepen die smaller zijn dan de ruimtes ertussen en zijkanten met stompe, bijna rechte hoeken. Op de voorvleugels bevinden zich dwarslijnen die regelmatig zijn bij het begin van de clavus en daarna golvend, onderbroken en onregelmatig. Deze dwarsstrepen zijn op het middendeel van de vleugels onregelmatig en onderbroken door twee zwarte lijnen in de lengte. Tussen het verharde deel en het doorzichtige deel van de vleugels loopt een gele lijn. De kop en de pootjes zijn in zijn geheel geel.

## Leefwijze
De soort komt de winter door als volgroeide wants en er is één generatie per jaar, in gunstige omstandigheden een tweede. De wantsen zijn alleseters, ze leven van algen, in het water zwevende dode plantenresten en kleine waterdiertjes. Ze geven de voorkeur aan stilstaande, vegetatierijke, kleinere wateren die niet zuur of brak zijn.

## Leefgebied
In Nederland is de soort vrij algemeen in het veenweidegebied en redelijk zeldzaam op de zandgronden. De wants komt voor van Europa tot diep in Siberië.